# Лозовой, Вадим Петрович
Вади́м Петро́вич Лозово́й (15 июля 1928, г. Новая Бухара, Узбекская ССР, СССР (ныне г. Каган, Бухарская область, Узбекистан) — 22 апреля 1993, Новосибирск, Новосибирская область, Россия) — советский и российский учёный-иммунолог, доктор медицинских наук (1971), академик РАМН.

## Биография
Родился 15 июля 1928 года в г. Новая Бухара в семье служащих. Поступил в Новосибирский государственный медицинский институт (НГМИ), который закончил в 1952 году. В 1952—1957 годах работал врачом-ординатором областной клинической больницы, заведующим неврологическим отделением, впоследствии заведующим грязелечебницей курорта «Озеро Карачи». В 1956 году — клинический ординатор при кафедре факультетской терапии НГМИ, в 1957—1959 годах — аспирант той же кафедры. С 1959 по 1971 год работал ассистентом, затем доцентом кафедры факультетской терапии НГМИ.
В 1963 году защитил диссертацию на соискание степени кандидата наук на тему: «К изучению природы специфического антигена крови и сердца больных ревматизмом». В 1971 году защитил докторскую диссертацию на тему «Иммунологические механизмы в патогенезе ревматизма».
В 1971 году был приглашён в новый институт клинической и экспериментальной медицины СО АМН СССР сначала руководителем лаборатории клинической иммунологии, а со следующего года на протяжении девяти лет работал заместителем директора по научной работе. В 1979 году ему было присвоено звание профессора по специальности «внутренние болезни». С 1981 года до последних дней жизни возглавлял, основанный при его содействии, институт клинической иммунологии СО РАМН (ныне Научно-исследовательский институт фундаментальной и клинической иммунологии).
Умер в 1993 году в Новосибирске, похоронен на центральной аллее Заельцовского кладбища.

## Научная деятельность
Сфера научных интересов — иммунопатологические процессы привели к разработке новых эффективных методов диагностики, прогноза, профилактики и лечения заболеваний, связанных с нарушением функций иммунитета.
Под его научным руководством защищены 24 кандидатских и 6 докторских диссертаций. Автор более 370 научных публикаций, 11 авторских свидетельств. Некоторые работы:
- Иммунологические критерии диагностики ревматизма, Труды 16-го Всесоюз, съезда тер., с. 183, М., 1968;
- Иммунологические механизмы в патогенезе ревматизма, дисс., Новосибирск, 1970;
- К изучению клеточного иммунитета при ревматизме, Вопр, ревм., № 2, с. 5, 1970 (в соавт.);
- Т- и B-системы иммунитета при заболеваниях соединительной ткани, Тер. арх., т. 50, № 9, с. 135, 1978 (совм, с Шергиным С. М.);
- Математическая модель ауторегуляции иммунного ответа, Автометрия, № 6, с. 75, 1979 (в соавт.);
- Монография «Структурно-функциональная организация иммунной системы».

## Признание и награды
Награждён орденом «Трудового Красного Знамени», знаком «Отличник здравоохранения», медалью «Ветеран труда», лауреат премии РАМН им. Н. И. Пирогова.

Клиника иммунопатологии ГУ НИИКИ СО РАМН, открытая в 1995 году при непосредственном содействии Вадима Петровича, носит его имя.